# Maroc aux Jeux olympiques d'été de 2024
Le Maroc participe aux Jeux olympiques de 2024 à Paris. Il s'agit de sa 15e participation à des Jeux olympiques d'été.
Le cavalier Yassine Rahmouni et la golfeuse Inès Laklalech sont nommés porte-drapeaux de la délégation marocaine.

## Nombre d’athlètes qualifiés par sport
Voici la liste des qualifiés et sélectionnés marocains par sport (remplaçants compris) :
| Sport                                 | Hommes | Femmes | Total |
| ------------------------------------- | ------ | ------ | ----- |
| Athlétisme                            | 8      | 5      | 13    |
| Aviron                                | -      | 1      | 1     |
| Boxe                                  | -      | 3      | 3     |
| Breakdance                            | 1      | 1      | 2     |
| Canoë-kayak                           | 2      | -      | 2     |
| Cyclisme                              | 2      | -      | 2     |
| Équitation                            | 1      | 1      | 2     |
| Escrime                               | 1      | 1      | 2     |
| Football                              | 18     | -      | 18    |
| Golf                                  | -      | 1      | 1     |
| Judo                                  | 2      | 1      | 3     |
| Lutte                                 | 1      | -      | 1     |
| Sports aquatiques • Natation sportive | 1      | 1      | 2     |
| Skateboard                            | -      | 1      | 1     |
| Surf                                  | 1      | -      | 1     |
| Taekwondo                             | -      | 2      | 2     |
| Tir                                   | 1      | -      | 1     |
| Triathlon                             | 1      | -      | 1     |
| Volley-ball • Beach-volley            | 2      | 0      | 2     |
| Total                                 | 42     | 18     | 60    |

## Bilan général
| Sport      | Médaille d'or, Jeux olympiques | Médaille d'argent, Jeux olympiques | Médaille de bronze, Jeux olympiques | Total | Rang pays |
| ---------- | ------------------------------ | ---------------------------------- | ----------------------------------- | ----- | --------- |
| Athlétisme | 1                              | 0                                  | 0                                   | 1     | 22e       |
| Football   | 0                              | 0                                  | 1                                   | 1     | 5e        |
| Total      | 1                              | 0                                  | 1                                   | 2     | 60e       |

| Jour   | Médaille d'or, Jeux olympiques | Médaille d'argent, Jeux olympiques | Médaille de bronze, Jeux olympiques | Total |
| ------ | ------------------------------ | ---------------------------------- | ----------------------------------- | ----- |
| 7 août | 1                              | 0                                  | 0                                   | 1     |
| 8 août | 0                              | 0                                  | 1                                   | 1     |
| Total  | 1                              | 0                                  | 1                                   | 2     |

| Sexe   | Médaille d'or, Jeux olympiques | Médaille d'argent, Jeux olympiques | Médaille de bronze, Jeux olympiques | Total |
| ------ | ------------------------------ | ---------------------------------- | ----------------------------------- | ----- |
| Hommes | 1                              | 0                                  | 1                                   | 2     |
| Femmes | 0                              | 0                                  | 0                                   | 0     |
| Mixte  | 0                              | 0                                  | 0                                   | 0     |
| Total  | 1                              | 0                                  | 1                                   | 2     |

## Médaillés
| Sport      | Discipline     | Athlète(s)          | Performance  | Date        |
| ---------- | -------------- | ------------------- | ------------ | ----------- |
| Athlétisme | 3000 m steeple | Soufiane El Bakkali | 8 min 6 s 05 | 7 août 2024 |

| Sport    | Discipline       | Athlète(s)          | Performance         | Date        |
| -------- | ---------------- | ------------------- | ------------------- | ----------- |
| Football | Tournoi masculin | Équipe du Maroc U23 | 6 - 0 contre Égypte | 8 août 2024 |

## Résultats

### Athlétisme

#### Hommes
| Athlètes            | Épreuve         | Premier tour  | Premier tour | Repêchage   | Repêchage   | Demi-finales  | Demi-finales | Finale          | Finale                         |
| Athlètes            | Épreuve         | Temps         | Rang         | Temps       | Rang        | Temps         | Rang         | Temps           | Rang                           |
| ------------------- | --------------- | ------------- | ------------ | ----------- | ----------- | ------------- | ------------ | --------------- | ------------------------------ |
| Abdelati El Guesse  | 800 m           | 1 min 46 s 91 | 5e           | DNS         | DNS         | Éliminé       | Éliminé      | Éliminé         | Éliminé                        |
| Anass Essayi        | 1 500 m         | 3 min 36 s 44 | 4e           | Exempté     | Exempté     | 3 min 32 s 49 | 7e           | Éliminé         | Éliminé                        |
| Othmane El Goumri   | Marathon        | Non disputé   | Non disputé  | Non disputé | Non disputé | Non disputé   | Non disputé  | 2 h 10 min 6 s  | 18e                            |
| Zouhair Talbi       | Marathon        | Non disputé   | Non disputé  | Non disputé | Non disputé | Non disputé   | Non disputé  | 2 h 11 min 51 s | 35e                            |
| Mouhcine Outalha    | Marathon        | Non disputé   | Non disputé  | Non disputé | Non disputé | Non disputé   | Non disputé  | DNF             | DNF                            |
| Mohamed Tindouft    | 3 000 m steeple | 8 min 10 s 62 | 1er          | Non disputé | Non disputé | Non disputé   | Non disputé  | 8 min 14 s 82   | 12e                            |
| Soufiane el-Bakkali | 3 000 m steeple | 8 min 17 s 90 | 1er          | Non disputé | Non disputé | Non disputé   | Non disputé  | 8 min 6 s 05    | Médaille d'or, Jeux olympiques |
| Faid El Mostafa     | 3 000 m steeple | 8 min 39 s 48 | 12e          | Non disputé | Non disputé | Non disputé   | Non disputé  | Éliminé         | Éliminé                        |

#### Femmes
| Athlètes               | Épreuve     | Premier tour | Premier tour | Repêchage   | Repêchage   | Demi-finales | Demi-finales | Finale          | Finale   |
| Athlètes               | Épreuve     | Temps        | Rang         | Temps       | Rang        | Temps        | Rang         | Temps           | Rang     |
| ---------------------- | ----------- | ------------ | ------------ | ----------- | ----------- | ------------ | ------------ | --------------- | -------- |
| Assia Raziki           | 800 m       | DQ           | DQ           | Éliminée    | Éliminée    | Éliminée     | Éliminée     | Éliminée        | Éliminée |
| Kaoutar Farkoussi      | Marathon    | Non disputé  | Non disputé  | Non disputé | Non disputé | Non disputé  | Non disputé  | 2 h 31 min 34 s | 39e      |
| Fatima Ezzahra Gardadi | Marathon    | Non disputé  | Non disputé  | Non disputé | Non disputé | Non disputé  | Non disputé  | 2 h 26 min 30 s | 11e      |
| Rahma Tahiri           | Marathon    | Non disputé  | Non disputé  | Non disputé | Non disputé | Non disputé  | Non disputé  | DNF             | DNF      |
| Noura Ennadi           | 400 m haies | 55 s 26      | 2e           | Exemptée    | Exemptée    | 55 s 50      | 8e           | Éliminée        | Éliminée |

### Aviron
| Athlètes              | Compétition | Série         | Série | Repêchage     | Repêchage | Quart de finale | Quart de finale | Demi-finale   | Demi-finale | Finale                 | Finale |
| Athlètes              | Compétition | Temps         | Rang  | Temps         | Rang      | Temps           | Rang            | Temps         | Rang        | Temps                  | Rang   |
| --------------------- | ----------- | ------------- | ----- | ------------- | --------- | --------------- | --------------- | ------------- | ----------- | ---------------------- | ------ |
| Majdouline El Allaoui | Skiff       | 8 min 30 s 47 | 6e    | 8 min 42 s 07 | 5e        | Non disputé     | Non disputé     | 8 min 49 s 70 | 4e          | Finale F 8 min 20 s 81 | 31e    |

### Boxe
| Athlètes         | Catégorie              | 1/16e de finale        | 1/8e de finale         | Quart de finale      | Demi-finale         | Finale              | Rang     |
| Athlètes         | Catégorie              | Adversaire Résultat    | Adversaire Résultat    | Adversaire Résultat  | Adversaire Résultat | Adversaire Résultat | Rang     |
| ---------------- | ---------------------- | ---------------------- | ---------------------- | -------------------- | ------------------- | ------------------- | -------- |
| Yasmine Mouttaki | Poids mouches (-50 kg) | Villegas Défaite 0 - 5 | Éliminée               | Éliminée             | Éliminée            | Éliminée            | Éliminée |
| Widad Bertal     | Poids coqs (-54 kg)    | Exemptée               | Jitpong Victoire 3 - 1 | Pang Défaite 0 - 4   | Éliminée            | Éliminée            | Éliminée |
| Khadija Mardi    | Poids moyens (-75 kg)  | Non disputé            | Reid Victoire 3 - 2    | Parker Défaite 1 - 4 | Éliminée            | Éliminée            | Éliminée |

### Breakdance
| Athlètes                | Surnoms   | Catégorie | Qualifications | Qualifications | Quart de finale     | Demi-finale         | Finale              | Finale   |
| Athlètes                | Surnoms   | Catégorie | Points         | Rang           | Adversaire Résultat | Adversaire Résultat | Adversaire Résultat | Rang     |
| ----------------------- | --------- | --------- | -------------- | -------------- | ------------------- | ------------------- | ------------------- | -------- |
| Bilal Mallakh           | Billy     | B-Boys    | 4              | 15e            | Éliminé             | Éliminé             | Éliminé             | Éliminé  |
| Fatima Zahra El Mamouny | Elmamouny | B-Girls   | 2              | 15e            | Éliminée            | Éliminée            | Éliminée            | Éliminée |

### Canoë-kayak

#### Course en ligne
| Athlète        | Compétition | Séries        | Séries | Quarts de finale | Quarts de finale | Demi-finales | Demi-finales | Finales A, B, C | Finales A, B, C |
| Athlète        | Compétition | Temps         | Rang   | Temps            | Rang             | Temps        | Rang         | Temps           | Rang            |
| -------------- | ----------- | ------------- | ------ | ---------------- | ---------------- | ------------ | ------------ | --------------- | --------------- |
| Achraf El Aydi | K1 1 000 m  | 3 min 50 s 36 | 5e     | 4 min 2 s 27     | 6e               | Éliminé      | Éliminé      | Éliminé         | Éliminé         |

#### Slalom
| Athlète      | Compétition | Éliminatoires | Éliminatoires | Éliminatoires | Éliminatoires | Éliminatoires  | Éliminatoires | Demi-finales | Demi-finales | Finale  | Finale  |
| Athlète      | Compétition | Manche 1      | Manche 1      | Manche 2      | Manche 2      | Meilleur temps | Rang          | Demi-finales | Demi-finales | Finale  | Finale  |
| Athlète      | Compétition | Temps         | Rang          | Temps         | Rang          | Meilleur temps | Rang          | Temps        | Rang         | Temps   | Rang    |
| ------------ | ----------- | ------------- | ------------- | ------------- | ------------- | -------------- | ------------- | ------------ | ------------ | ------- | ------- |
| Mathis Soudi | K1 hommes   | 89 s 90       | 14e           | 89 s 45       | 9e            | 89 s 45        | 16e           | 104 s 11     | 16e          | Éliminé | Éliminé |

| Athlète      | Compétition | Contre-la-montre | Contre-la-montre | Premier tour | Repêchage | Séries  | Quarts de finale | Demi- finales | Finale  |         |
| Athlète      | Compétition | Temps            | Rang             | Rang         | Rang      | Rang    | Rang             | Rang          | Rang    |         |
| ------------ | ----------- | ---------------- | ---------------- | ------------ | --------- | ------- | ---------------- | ------------- | ------- | ------- |
| Mathis Soudi | KX1 hommes  | 70 s 53          | 17e              | 3e           | 3e        | Éliminé | Éliminé          | Éliminé       | Éliminé | Éliminé |

### Cyclisme

#### BMX
| Athlète     | Compétition | Quarts de finale | Quarts de finale | Quarts de finale | Quarts de finale | Quarts de finale | Repêchage | Repêchage | Demi-finales | Demi-finales | Demi-finales | Demi-finales | Demi-finales | Finale  | Finale  |
| Athlète     | Compétition | Manche 1         | Manche 2         | Manche 3         | Résultat         | Rang             | Temps     | Rang      | Manche 1     | Manche 2     | Manche 3     | Résultat     | Rang         | Temps   | Rang    |
| ----------- | ----------- | ---------------- | ---------------- | ---------------- | ---------------- | ---------------- | --------- | --------- | ------------ | ------------ | ------------ | ------------ | ------------ | ------- | ------- |
| Dean Reeves | Hommes      | 1er              | 2e               | 1er              | 20               | 22e              | Éliminé   | Éliminé   | Éliminé      | Éliminé      | Éliminé      | Éliminé      | Éliminé      | Éliminé | Éliminé |

#### Route
| Athlète          | Compétition     | Temps | Rang |
| ---------------- | --------------- | ----- | ---- |
| Achraf Ed Doghmy | Course en ligne | DNF   | DNF  |

### Équitation
| Athlète          | Cheval      | Compétition | Grand Prix | Grand Prix | Grand Prix Freestyle | Grand Prix Freestyle | Total   | Total   |
| Athlète          | Cheval      | Compétition | Score      | Rang       | Score                | Rang                 | Score   | Rang    |
| ---------------- | ----------- | ----------- | ---------- | ---------- | -------------------- | -------------------- | ------- | ------- |
| Yassine Rahmouni | All At Once | Individuel  | 68,696     | 42e        | Éliminé              | Éliminé              | Éliminé | Éliminé |

| Athlète     | Cheval       | Compétition | Dressage  | Dressage | Cross-country | Cross-country | Cross-country | Saut d'obstacles | Saut d'obstacles | Saut d'obstacles | Saut d'obstacles | Saut d'obstacles | Saut d'obstacles | Total     | Total    |
| Athlète     | Cheval       | Compétition | Dressage  | Dressage | Cross-country | Cross-country | Cross-country | Qualification    | Qualification    | Qualification    | Finale           | Finale           | Finale           | Total     | Total    |
| Athlète     | Cheval       | Compétition | Pénalités | Rang     | Pénalités     | Total         | Rang          | Pénalités        | Total            | Rang             | Pénalités        | Total            | Rang             | Pénalités | Rang     |
| ----------- | ------------ | ----------- | --------- | -------- | ------------- | ------------- | ------------- | ---------------- | ---------------- | ---------------- | ---------------- | ---------------- | ---------------- | --------- | -------- |
| Noor Slaoui | Cash in Hand | Individuel  | 36,4      | 48e      | 24,0          | 60,4          | 43e           | 20,8             | 81,2             | 45e              | Éliminée         | Éliminée         | Éliminée         | Éliminée  | Éliminée |

### Escrime
| Athlète         | Compétition       | 1/32 de finale   | Seizièmes de finale    | Huitièmes de finale | Quarts de finale | Demi-finales / Classement | Finale / Classement | Rang |
| Athlète         | Compétition       | Adversaire Score | Adversaire Score       | Adversaire Score    | Adversaire Score | Adversaire Score          | Adversaire Score    | Rang |
| --------------- | ----------------- | ---------------- | ---------------------- | ------------------- | ---------------- | ------------------------- | ------------------- | ---- |
| Houssam El Kord | Épée individuelle | Exempté          | Kurbanov Défaite 15-13 | Éliminé             | Éliminé          | Éliminé                   | Éliminé             | 25e  |

| Athlète          | Compétition        | 1/32 de finale        | Seizièmes de finale | Huitièmes de finale | Quarts de finale | Demi-finales / Classement | Finale / Classement | Rang |
| Athlète          | Compétition        | Adversaire Score      | Adversaire Score    | Adversaire Score    | Adversaire Score | Adversaire Score          | Adversaire Score    | Rang |
| ---------------- | ------------------ | --------------------- | ------------------- | ------------------- | ---------------- | ------------------------- | ------------------- | ---- |
| Youssra Zakarani | Fleuret individuel | Jelińska Défaite 3-15 | Éliminée            | Éliminée            | Éliminée         | Éliminée                  | Éliminée            | 34e  |

### Football
| Athlètes | Épreuve          | Premier tour           | Premier tour        | Premier tour      | Premier tour | Quart de finale         | Demi-finale         | Finale / MB         | Rang                                |
| Athlètes | Épreuve          | Adversaire Score       | Adversaire Score    | Adversaire Score  | Rang         | Adversaire Score        | Adversaire Score    | Adversaire Score    | Rang                                |
| -------- | ---------------- | ---------------------- | ------------------- | ----------------- | ------------ | ----------------------- | ------------------- | ------------------- | ----------------------------------- |
| Maroc    | Tournoi masculin | Argentine Victoire 2-1 | Ukraine Défaite 1-2 | Irak Victoire 3-0 | 1er          | États-Unis Victoire 4-0 | Espagne Défaite 1-2 | Égypte Victoire 6-0 | Médaille de bronze, Jeux olympiques |

### Golf
| Athlète        | Compétition      | Jour 1  | Jour 1 | Jour 2  | Jour 2   | Jour 2 | Jour 3  | Jour 3    | Jour 3 | Jour 4  | Jour 4    | Jour 4 |
| Athlète        | Compétition      | Score   | Rang   | Score   | Total    | Rang   | Score   | Total     | Rang   | Score   | Total     | Rang   |
| -------------- | ---------------- | ------- | ------ | ------- | -------- | ------ | ------- | --------- | ------ | ------- | --------- | ------ |
| Inès Laklalech | Épreuve féminine | 78 (+6) | 50e    | 75 (+3) | 153 (+9) | 55e    | 77 (+5) | 230 (+14) | 55e    | 73 (+1) | 303 (+15) | 52e    |

### Judo
| Athlète               | Compétition    | 1er tour                 | 2e tour             | 3e tour             | Quart de finale     | Demi-finale         | Repêchage           | Finale / CB         | Rang    |
| Athlète               | Compétition    | Adversaire Résultat      | Adversaire Résultat | Adversaire Résultat | Adversaire Résultat | Adversaire Résultat | Adversaire Résultat | Adversaire Résultat | Rang    |
| --------------------- | -------------- | ------------------------ | ------------------- | ------------------- | ------------------- | ------------------- | ------------------- | ------------------- | ------- |
| Abderrahmane Boushita | Moins de 66 kg | Shmailov Défaite 00 - 01 | Éliminé             | Non disputé         | Éliminé             | Éliminé             | Éliminé             | Éliminé             | Éliminé |
| Achraf Moutii         | Moins de 81 kg | Exempté                  | Lee Défaite 00 - 01 | Éliminé             | Éliminé             | Éliminé             | Éliminé             | Éliminé             | Éliminé |

| Athlète        | Compétition    | 1er tour                | 2e tour             | Quart de finale     | Demi-finale         | Repêchage           | Finale / CB         | Rang     |
| Athlète        | Compétition    | Adversaire Résultat     | Adversaire Résultat | Adversaire Résultat | Adversaire Résultat | Adversaire Résultat | Adversaire Résultat | Rang     |
| -------------- | -------------- | ----------------------- | ------------------- | ------------------- | ------------------- | ------------------- | ------------------- | -------- |
| Soumiya Iraoui | Moins de 52 kg | Asvesta Défaite 00 - 01 | Éliminée            | Éliminée            | Éliminée            | Éliminée            | Éliminée            | Éliminée |

### Lutte
| Athlète       | Compétition     | Huitièmes de finale      | Quart de finale     | Demi-finale         | Repêchage           | Finale / CB         | Rang    |
| Athlète       | Compétition     | Adversaire Résultat      | Adversaire Résultat | Adversaire Résultat | Adversaire Résultat | Adversaire Résultat | Rang    |
| ------------- | --------------- | ------------------------ | ------------------- | ------------------- | ------------------- | ------------------- | ------- |
| Oussama Assad | Moins de 130 kg | Knystautas Défaite 9 - 0 | Éliminé             | Éliminé             | Éliminé             | Éliminé             | Éliminé |

### Natation
| Athlète          | Épreuve          | Séries       | Séries | Demi-finales | Demi-finales | Finale  | Finale  |
| Athlète          | Épreuve          | Temps        | Rang   | Temps        | Rang         | Temps   | Rang    |
| ---------------- | ---------------- | ------------ | ------ | ------------ | ------------ | ------- | ------- |
| Ilias El Fallaki | 400 m nage libre | 4 min 1 s 59 | 33e    | Non disputé  | Non disputé  | Éliminé | Éliminé |

| Athlète         | Épreuve      | Séries        | Séries | Demi-finales | Demi-finales | Finale   | Finale   |
| Athlète         | Épreuve      | Temps         | Rang   | Temps        | Rang         | Temps    | Rang     |
| --------------- | ------------ | ------------- | ------ | ------------ | ------------ | -------- | -------- |
| Imane El Barodi | 100 m brasse | 1 min 14 s 57 | 34e    | Éliminée     | Éliminée     | Éliminée | Éliminée |

### Skateboard
| Athlète    | Compétition | Qualifications | Qualifications | Qualifications | Qualifications | Finale   | Finale   | Finale   | Finale   |
| Athlète    | Compétition | Run 1          | Run 2          | Run 3          | Rang           | Run 1    | Run 2    | Run 3    | Rang     |
| ---------- | ----------- | -------------- | -------------- | -------------- | -------------- | -------- | -------- | -------- | -------- |
| Aya Asaqas | Femmes      | 13,68          | 2,00           | 12,80          | 22e            | Éliminée | Éliminée | Éliminée | Éliminée |

### Surf
| Athlète        | Compétition | 1er tour | 1er tour | 2e tour                      | 3e tour                       | Quart de finale | Demi-finale | Finale / MB | Finale / MB |
| Athlète        | Compétition | Résultat | Rang     | Résultat                     | Résultat                      | Résultat        | Résultat    | Résultat    | Classement  |
| -------------- | ----------- | -------- | -------- | ---------------------------- | ----------------------------- | --------------- | ----------- | ----------- | ----------- |
| Ramzi Boukhiam | Hommes      | 9,76     | 2e       | Pérez Victoire 14,60 - 12,60 | Chianca Défaite 17,80 - 18,10 | Éliminé         | Éliminé     | Éliminé     | Éliminé     |

### Taekwondo
| Athlètes                 | Compétition    | Éliminatoires                       | Huitième de finale               | Quart de finale     | Demi-finale         | Repêchage                 | Finale / CB         | Rang     |
| Athlètes                 | Compétition    | Adversaire Résultat                 | Adversaire Résultat              | Adversaire Résultat | Adversaire Résultat | Adversaire Résultat       | Adversaire Résultat | Rang     |
| ------------------------ | -------------- | ----------------------------------- | -------------------------------- | ------------------- | ------------------- | ------------------------- | ------------------- | -------- |
| Oumaima El Bouchti       | Moins de 49 kg | da Costa da Silva Victoire 2-1, 4-1 | Wongpattanakit Défaite 1-8, 1-10 | Non disputé         | Non disputé         | Abutaleb Défaite 0-2, 0-7 | Éliminée            | Éliminée |
| Fatima-Ezzahra Aboufaras | Plus de 67 kg  | Non disputé                         | Abu Al-Rub Défaite 3-0, 6-1, 3-3 | Éliminée            | Éliminée            | Éliminée                  | Éliminée            | Éliminée |

### Tir
| Tireur        | Compétition     | Qualification | Qualification | Finale  | Finale  |
| Tireur        | Compétition     | Points        | Rang          | Points  | Rang    |
| ------------- | --------------- | ------------- | ------------- | ------- | ------- |
| Driss Haffari | Fosse olympique | 122           | 10e           | Éliminé | Éliminé |

### Triathlon
| Athlète          | Compétition | Natation (1,5 km) | Transition 1 | Vélo (40 km) | Transition 2 | Course (10 km) | Temps | Résultat |
| ---------------- | ----------- | ----------------- | ------------ | ------------ | ------------ | -------------- | ----- | -------- |
| Jawad Abdelmoula | Hommes      | 22 min 29 s       | 0 min 52 s   | DNF          | DNF          | DNF            | DNF   | DNF      |

### Beach-volley
| Athlètes                          | Compétition      | Tour préliminaire             | Tour préliminaire            | Tour préliminaire        | Tour préliminaire | 1/8e de finale    | Quart de finale   | Demi-finale       | Finale / MB       | Rang     |
| Athlètes                          | Compétition      | Adversaires Score             | Adversaires Score            | Adversaires Score        | Rang              | Adversaires Score | Adversaires Score | Adversaires Score | Adversaires Score | Rang     |
| --------------------------------- | ---------------- | ----------------------------- | ---------------------------- | ------------------------ | ----------------- | ----------------- | ----------------- | ----------------- | ----------------- | -------- |
| Zouheir El Graoui Mohammed Abicha | Tournoi masculin | Wanderley / Stein Défaite 0-2 | Partain / Benesh Défaite 0-2 | Díaz / Alayo Défaite 0-2 | 4e                | Éliminés          | Éliminés          | Éliminés          | Éliminés          | Éliminés |